# Bonacossaweg

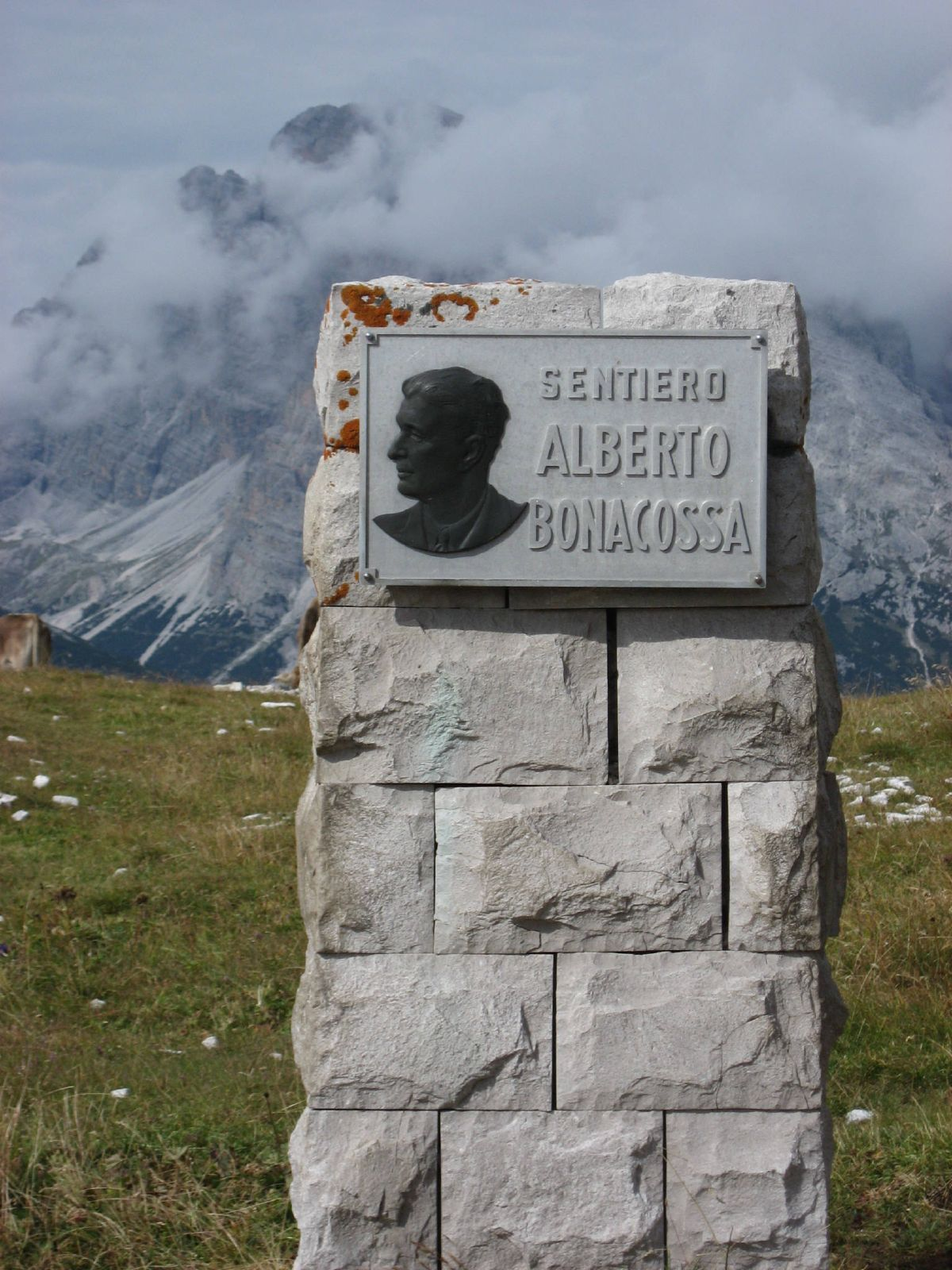
Hinweistafel

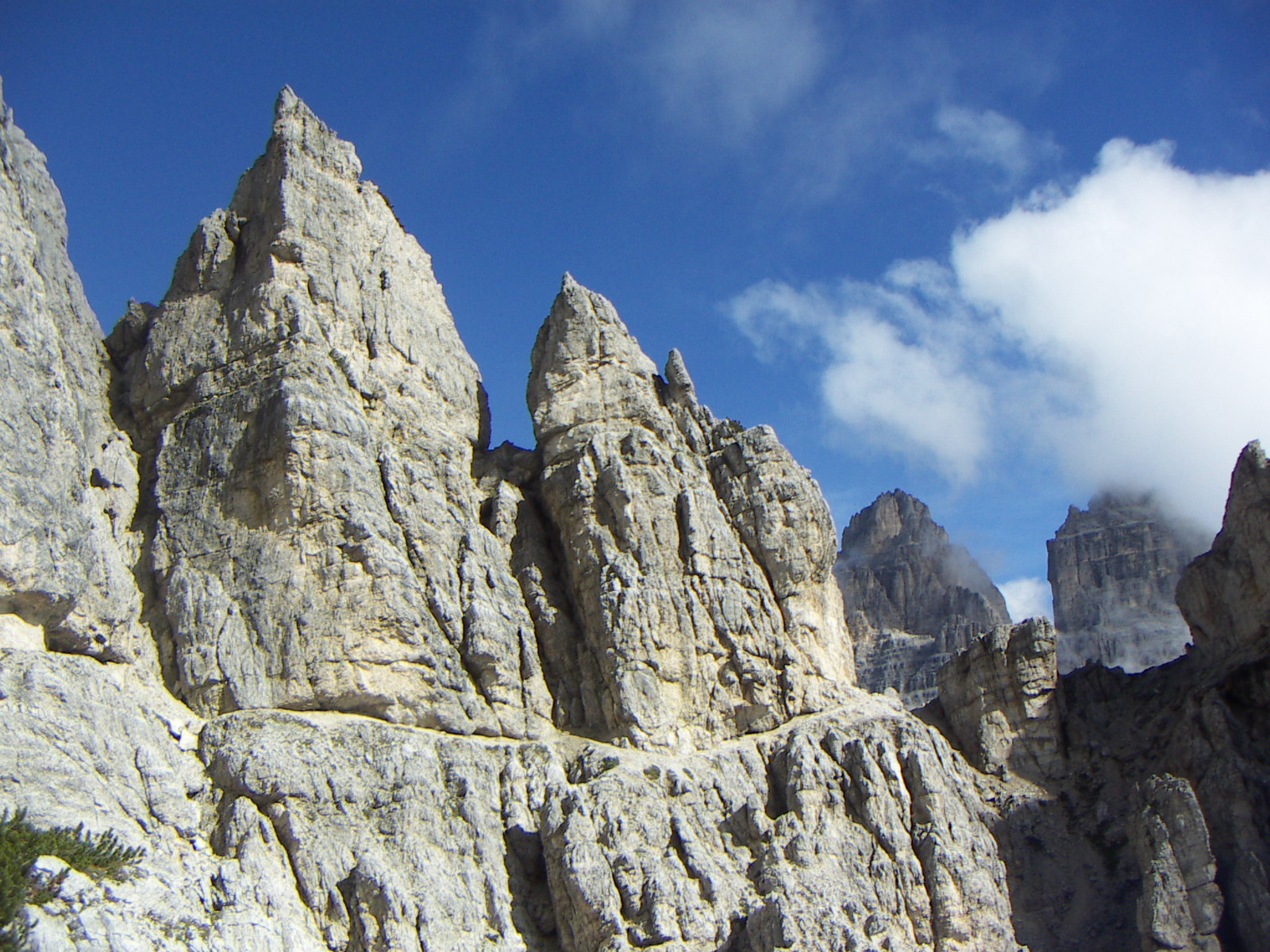
Bonacossaweg

Der Bonacossaweg (ital.: Sentiero A. Bonacossa), benannt nach dem Bergsteiger und Kletterer Alberto Bonacossa, in Karten auch als Weg Nr. 117 und Dolomiten-Höhenweg Nr. 4 bezeichnet, ist ein leichter, stellenweise mit Klettersteig-Versicherungen ausgestatteter Höhenweg in den Sextener Dolomiten, einer Gebirgsgruppe in den Südlichen Kalkalpen. Er verbindet die Drei Zinnen mit den Bergen der Cadini-Gruppe (Cadini di Musurina) und ist wegen seiner eindrucksvollen Aussicht auf die Drei Zinnen besonders im Hochsommer sehr stark frequentiert. 
Ausgangspunkt für die Begehung ist die Auronzohütte (Rifugio Auronzo) auf 2320 Metern Höhe. Von dort aus führt der Weg in südlicher Richtung in einer Gehzeit von, laut Literatur, 6 ½ Stunden bis zum Misurinasee. An der Fonda-Savio-Hütte (2359 m) besteht für versierte Klettersteiggeher die Möglichkeit, die Tour um 4 Stunden über die Via ferrata Merlone (Merlone-Klettersteig, mittlere Schwierigkeit, sehr ausgesetzt, Begehung nur mit Klettersteigset), auf die Cima Cadin Nord Est (2796 m) zu verlängern.